# Aplastinae
Aplastinae (лат.) — расформированное подсемейство жуков из семейства жуков-щелкунов.

## Описание
Тело жуков сплюснуто. Голова овальная. Ротовые органы направлены вниз. Лоб без ребра между усиками. Грудь почти крадратная, редко перед серединой выпуклая. Щиток никогда не бывает сердцевидным. Лапки и коготки на них простые. По строению личинок близки е Elaterinae, отличается от их главным образом сильно развитием длинного отростка простернума, прикрывающего ротовые части. Дхальца личинок более или менее хорошо развиты.

## Классификация
В отдельное подсемейство выделено американским энтомологом Джефри Стибиком, который включал в состав подсемейства около 65 видов из 17 родов.
- триба Aplastini Stibick, 1979
  - Aplastus LeConte, 1859
  - Diplophoenicus Candeze, 1895
  - Didymolophus Fairmaire, 1904
  - Pyrapractus Fairmaire, 1884
  - Practapyrus Fleutiaux, 1929
  - Euthysanius LeConte, 1853
  - Dodecacius Schwarz, 1902
  - Octinodes Candeze, 1863

- триба Pleonomini Semenov-Tian-Shanskij & Pjatakova, 1936
  - Pleonomoides Schwarz, 1907
  - Alyctelater Laurent, 1966
  - Promopleus Laurent, 1966
  - Nothoscus Laurent, 1966
  - Mopleonus Fleutiaux, 1935
  - Pleonomus Mentries, 1849
  - Lomopheus Gurjeva, 1976
  - Nomopleus Candeze, 1891
  - Clon Semenov, 1900

Позднее (в 2007—2010 годах) таксономическое положение подсемейства было пересмотрено. Триба Aplastini перенесена подсемейство Cebrioninae, а трибу Pleonomini разные систематики считают либо трибой в подсемействе Denticollinae, либо самостоятельным подсемейством Pleonominae.

## Распространение
Представители подсемейства встречаются в Северной Америке, Мадагаскаре и Азии